# Веруэла

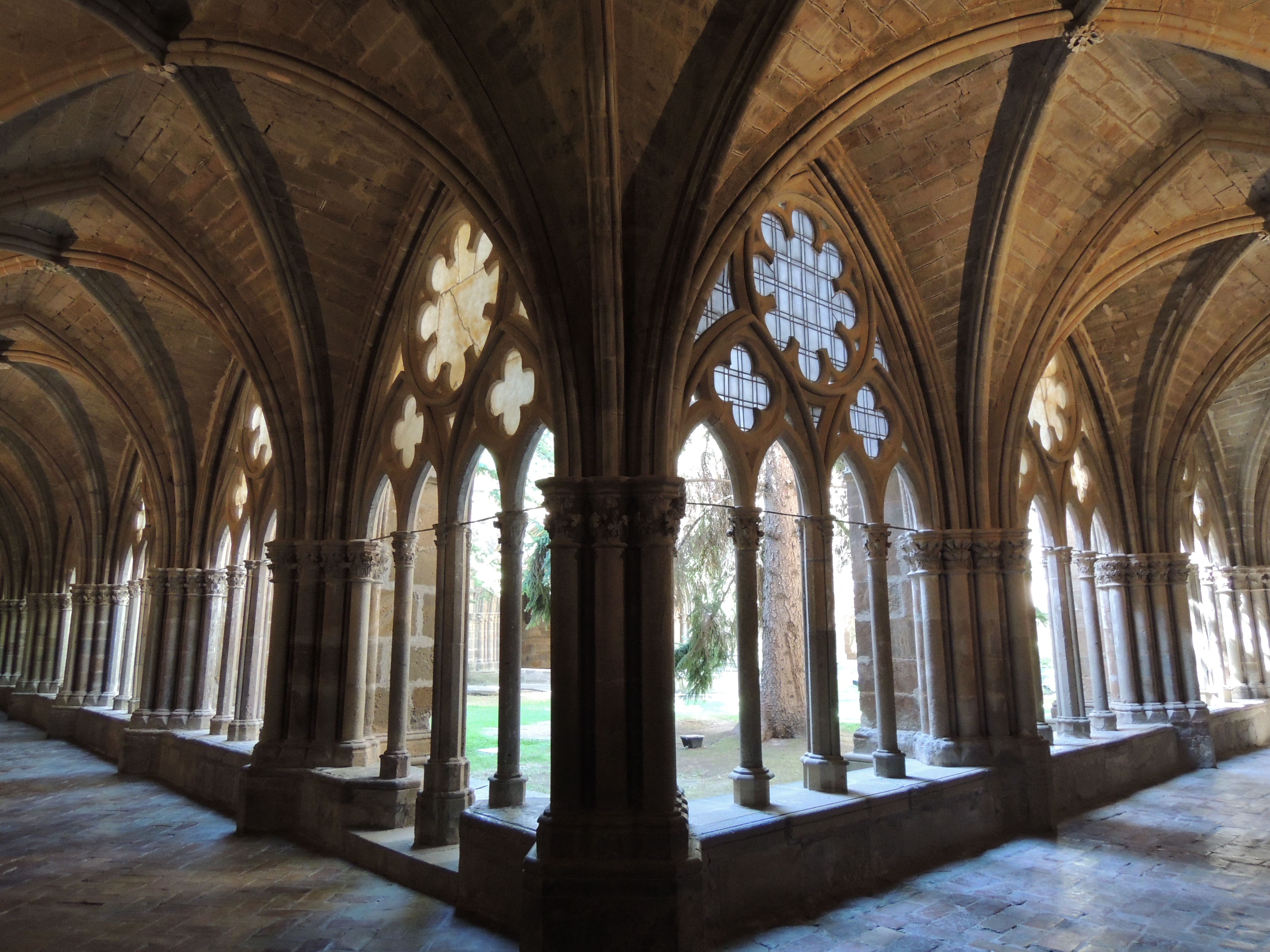
Клуатр монастыря

Санта-Мария-де-Веруэла (исп. Santa María de Veruela, араг. Monesterio de Veruela), полное название — Королевский монастырь Санта-Мария-де-Веруэла (исп. Real Monasterio de Santa María de Veruela) — бывший монастырь ордена цистерцианцев в Испании в провинции Сарагоса, в муниципалитете Вера-де-Монкайо. Монастырь основан в 1145 году, памятник архитектуры.
Расположен в 2 км к югу от посёлка Вера-де-Монкайо на северных склонах горного хребта Монкайо.

## История
Монастырь основан в 1145 году на землях пожертвованных цистерцианскому ордену знатным дворянином Педро де Альтаресом. По преданию де Альтарес обнаружил спрятанную здесь статую Девы Марии, которая была установлена в монастырской часовне и стала объектом почитания. Материнским монастырём для Веруэлы стало пиренейское аббатство Эскаладьё, откуда прибыли первые монахи.
Монастырь оставался действующей цистерцианской обителью до 30-х годов XIX века, когда в ходе дезамортизации, то есть конфискации церковного имущества, предпринятой министром Мендисабалем, монашеская община покинула аббатство.
В 1844 году здания монастыря были выставлены на торги, однако Центральная комиссия по охране памятников взяла монастырь под свою защиту, предотвратив его разрушение. В XIX веке Веруэла служила источником вдохновения для поэта Густаво Адольфо Беккера и его брата Валериано, художника.
В 1877 году в монастыре поселилась община ордена иезуитов, которая оставалась в Веруэле вплоть до 1973 года за исключением периода изгнания во время Гражданской войны в Испании. В 1919 году монастырь объявлен национальным памятником.

## Современное состояние
С 1976 года здания аббатства находятся в государственной собственности, принадлежит Совету Сарагосы. С этого момента в монастыре постоянно ведутся реставрационные работы, продолжающиеся и по сей день. Параллельно Веруэла служит культурным центром, здесь проводятся фестивали и выставки современного искусства.
Здания монастыря относятся к разным эпохам, хорошо сохранились. Архитектурный комплекс состоит из церкви, клуатра, зала капитулов, рефлектория и прочих монастырских построек.